# Il spir
Il spir (rätoromanisch und schweizerdeutsch für Mauersegler) ist eine Aussichtsplattform bei Conn, südöstlich von Flims im Kanton Graubünden in der Schweiz.

## Bau und Lage
Die Plattform wurde im Auftrag der Gemeinde Flims von der Churer Architektin Corinna Menn entworfen und im September 2006 eingeweiht. Sie bietet einen 180-Grad-Blick über die Rheinschlucht Ruinaulta. Die bis zu 400 Meter tiefe Schlucht des Vorderrheins zwischen Ilanz und der Mündung des Hinterrheins bei Reichenau wird auch als «Little Swiss Grand Canyon» bezeichnet und führt durch die Schuttmassen des Flimser Bergsturzes.

## Galerie

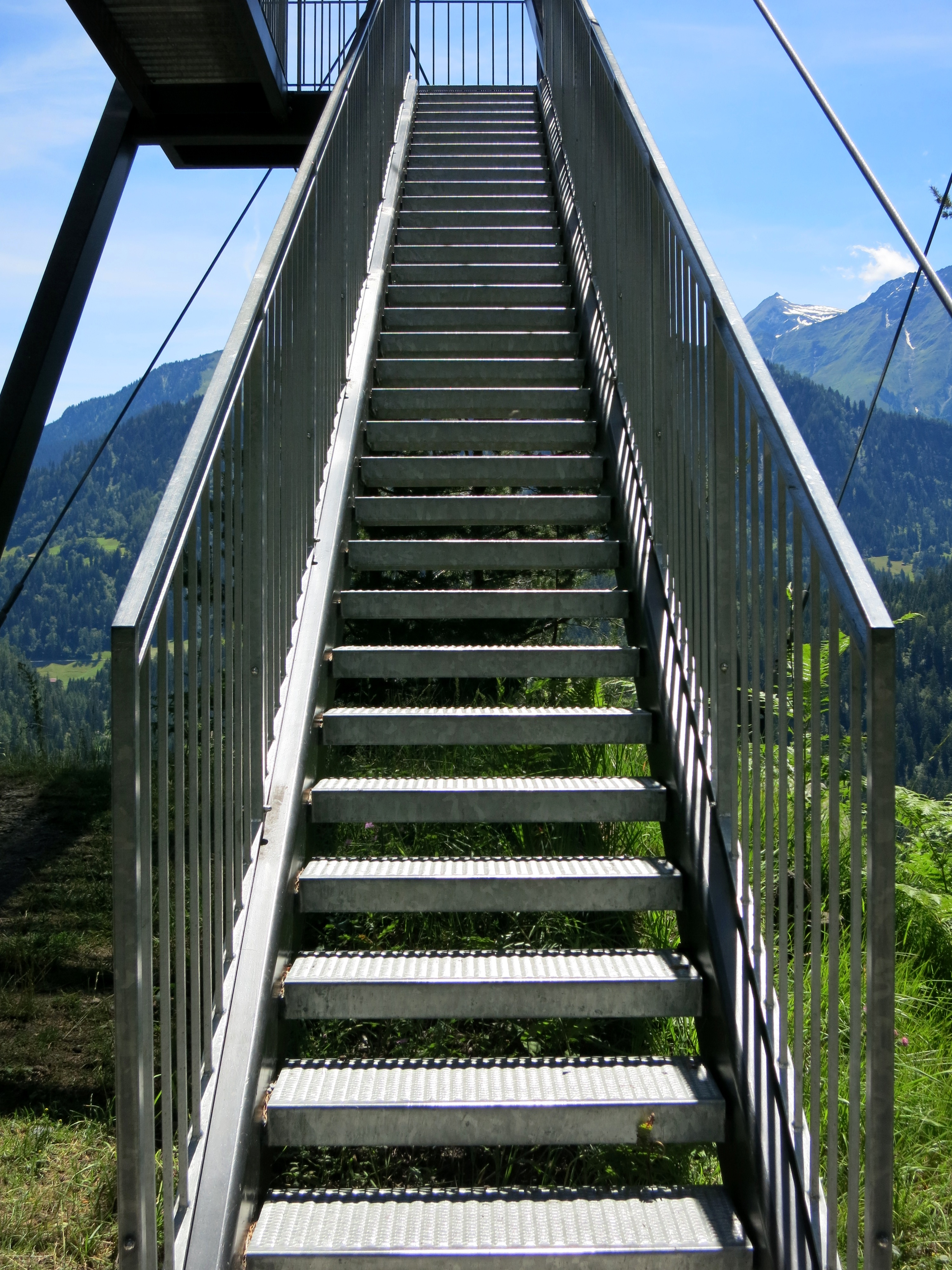
Treppen
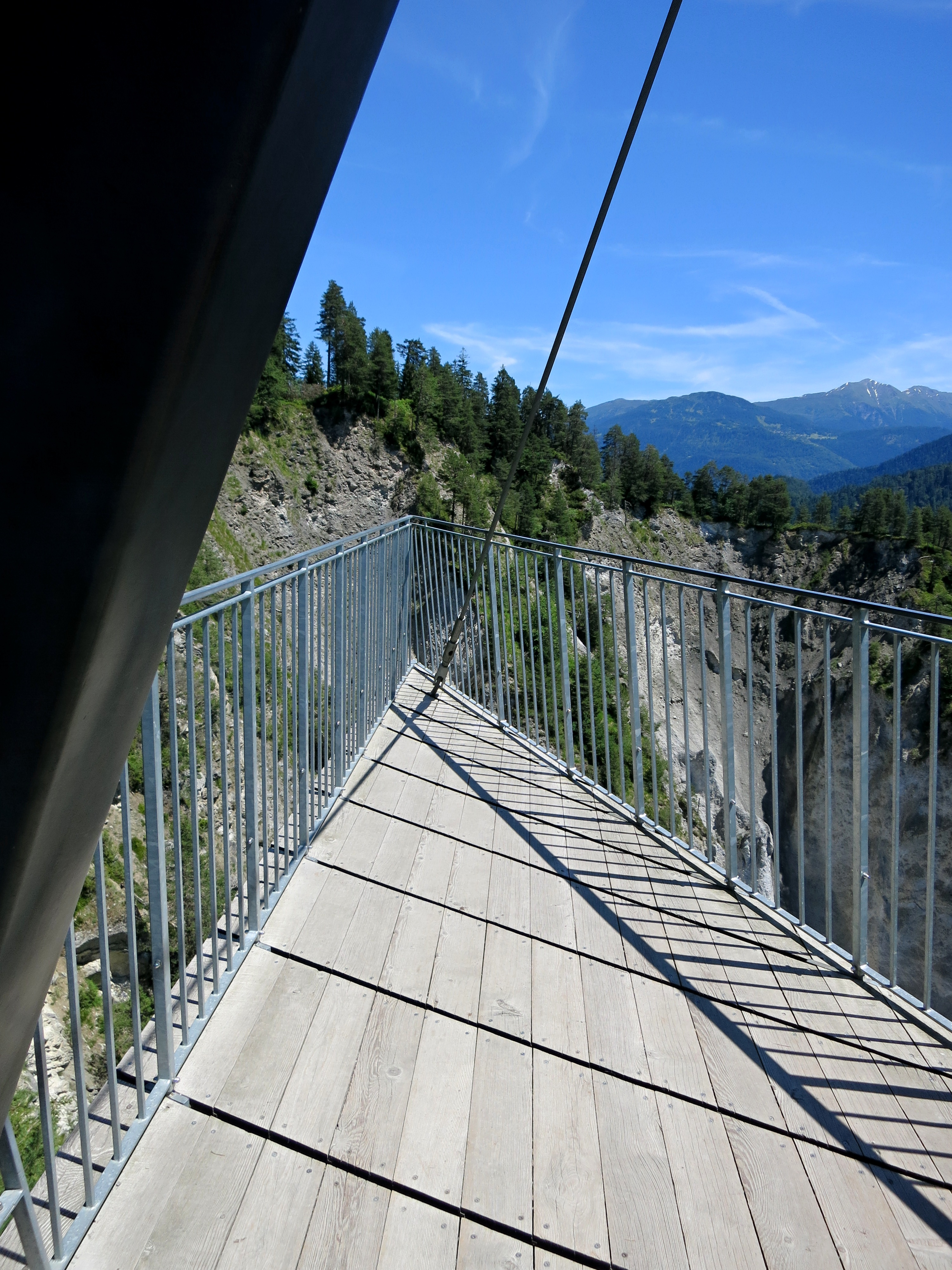
Aussichtsplattform

Die Plattform «ll spir» besteht aus einem einzigen Pfeiler, der an zwei Stellen verankert ist. Der Pfeiler, zurückgehalten von einem Zugkabel, ragt in die Schlucht hinaus. Auf dem Pfeiler liegt die dreieckige Plattform aus Lärchenholz, die dem Bauwerk die Form eines Mauerseglers verleiht.
Die Aussichtsplattform kann von Flims-Waldhaus oder vom Weiler Trin Mulin aus bequem in weniger als einer Stunde erwandert werden. Ebenfalls wird Il spir auf dem Fernwanderweg Senda Sursilvana erreicht, die dem Vorderrhein entlang seiner nördlichen Flanke folgt.

## Auszeichnungen und Preise
- 2007: Anerkennungpreis des Prix Acier